# Ameen Al-Dakhil
Ameen Al-Dakhil (Bagdad, 6 maart 2002) is een in Irak geboren Belgisch voetballer. Zijn vaste positie is centraal verdediger. Hij speelt sinds augustus 2024 voor het Duitse VfB Stuttgart. Al-Dakhil debuteerde in 2023 in het Belgisch nationaal voetbalelftal.

## Clubcarrière

### Jeugd
Al-Dakhil werd geboren in de Irakese hoofdstad Bagdad, maar verhuisde op vijfjarige leeftijd naar België. Via VS Kortenaken, SC Hoegaarden-Outgaarden en KVK Tienen belandde hij in 2013 bij de jeugdopleiding van RSC Anderlecht. In 2016 stapte hij over naar de jeugdopleiding van Standard Luik. Al Dakhil kwam er aan als diepe spits, maar werd in de Académie Robert Louis-Dreyfus eerst een nummer tien en vervolgens een centrale verdediger.

### Standard Luik
In de voorbereiding van het seizoen 2021/22 haalde hoofdcoach Mbaye Leye hem naar de A-kern. Hij kreeg zijn kans in enkele oefenwedstrijden en liet hierbij een sterke indruk achter. Op 23 juli 2021 maakte Al-Dakhil zijn officiële debuut voor Standard Luik in de competitiewedstrijd tegen KRC Genk (1-1): hij kreeg meteen een basisplaats en speelde de volledige wedstrijd. Mede door het vertrek van Zinho Vanheusden en de blessure van Merveille Bope Bokadi steeg hij snel in de rangorde der centrale verdedigers, ten nadele van de meer ervaren Noe Dussenne.
Op 19 september 2021 pakte Al-Dakhil in zijn zevende profwedstrijd al na zeven minuten rood tegen zijn ex-club RSC Anderlecht: toen hij de bal verloor aan Yari Verschaeren trok hij aan de noodrem , met een rechtstreekse uitsluiting als gevolg. Het Bondsparket wilde Al-Dakhil hier aanvankelijk één speeldag voor schorsen, maar na beroep van Standard kreeg de verdediger naast een effectieve geldboete enkel een voorwaardelijke schorsing.

### Sint-Truiden
Al-Dakhil maakte in januari 2022 de overstap naar Sint-Truidense VV voor 500.000 euro. Een jaar later verliet hij voor 5 miljoen euro de club al, na 28 wedstrijden voor hen te hebben gespeeld, voor het Engelse Burnley FC.

### Burnley FC
Op 13 januari 2023 tekende Al-Dakhil voor drie seizoenen en een half bij Burnley FC waar hij in de EFL Championship mee uitkwam. Zijn nieuwe club, met Vincent Kompany als hoofdtrainer, werd dat jaar kampioen waardoor het naar de Premier League promoveerde. Het jaar daarna degradeerde Burnley terug naar de EFL Championship na een seizoen waarin Al-Dakhil door een blessure amper 17 wedstrijden speelde. Na het teleurstellende seizoen maakte Al-Dakhil in de zomer van augustus een transfer naar het Duitse VfB Stuttgart.

### VfB Stuttgart
Op 27 augustus 2024 maakte Al-Dakhil een transfer naar het Duitse VfB Stuttgart voor 9 miljoen euro exclusief bonussen.

## Clubstatistieken
| Seizoen         | Club             | Competitie      | Competitie | Competitie | Beker | Beker | Europees | Europees | Totaal | Totaal |
| Seizoen         | Club             | Competitie      | Wed.       | Dlp.       | Wed.  | Dlp.  | Wed.     | Dlp.     | Wed.   | Dlp.   |
| --------------- | ---------------- | --------------- | ---------- | ---------- | ----- | ----- | -------- | -------- | ------ | ------ |
| 2021/22         | Standard Luik    | Eerste klasse A | 13         | 0          | 1     | 0     | —        | —        | 14     | 0      |
| 2021/22         | Sint-Truidense   | Eerste klasse A | 9          | 0          | 0     | 0     | —        | —        | 9      | 0      |
| 2022/23         | Sint-Truidense   | Eerste klasse A | 16         | 0          | 3     | 0     | —        | —        | 19     | 0      |
| 2022/23         | Burnley          | Championship    | 8          | 0          | 4     | 0     | —        | —        | 12     | 0      |
| 2023/24         | Burnley          | Premier League  | 13         | 1          | 4     | 0     | —        | —        | 17     | 1      |
| 2024/25         | VfB Stuttgart    | Bundesliga      | 1          | 0          | 0     | 0     | 1        | 0        | 2      | 0      |
| 2024/25         | VfB Stuttgart II | 3. Liga         | 2          | 0          | —     | —     | —        | —        | 2      | 0      |
| Carrière totaal | Carrière totaal  | Carrière totaal | 62         | 1          | 12    | 0     | 1        | 0        | 75     | 1      |

Bijgewerkt op 9 januari 2025.

## Interlandcarrière

### België
Op 6 juni 2023 werd Al-Dakhil door bondscoach Domenico Tedesco voor de eerste keer opgeroepen voor de nationale ploeg van het Belgisch voetbalelftal. Hij behoorde samen met Olivier Deman, Mike Trésor en Arnaud Bodart tot de vier nieuwkomers in de selectie. Zij kregen de kans om hun allereerste minuten in het Belgische tenue te maken in de EK-kwalificatie wedstrijden tegen Oostenrijk en Estland.
Op 17 juni 2023 debuteerde hij tegen Oostenrijk. Hij viel na 84 minuten in voor Leander Dendoncker. De wedstrijd eindigde op 1-1. Ook Mike Trésor en Aster Vranckx, die later aan de selectie toegevoegd werd, debuteerden in deze wedstrijd. Drie dagen later mocht hij tegen Estland in zijn tweede interland invallen in de zevenenvijftigste minuut. Op 15 november kreeg de centrale verdediger zijn eerste basisplaats in de oefeninterland tegen Servië.

### Interlands
| Interlands van Ameen Al-Dakhil voor België | Interlands van Ameen Al-Dakhil voor België | Interlands van Ameen Al-Dakhil voor België | Interlands van Ameen Al-Dakhil voor België | Interlands van Ameen Al-Dakhil voor België | Interlands van Ameen Al-Dakhil voor België |
| No.                                        | Datum                                      | Wedstrijd                                  | Uitslag                                    | Soort Wedstrijd                            | Doelpunten                                 |
| Als speler bij Burnley FC                  | Als speler bij Burnley FC                  | Als speler bij Burnley FC                  | Als speler bij Burnley FC                  | Als speler bij Burnley FC                  | Als speler bij Burnley FC                  |
| ------------------------------------------ | ------------------------------------------ | ------------------------------------------ | ------------------------------------------ | ------------------------------------------ | ------------------------------------------ |
| 1.                                         | 17 juni 2023                               | België – Oostenrijk                        | 1 – 1                                      | Kwalificatie EK 2024                       | -                                          |
| 2.                                         | 20 juni 2023                               | Estland – België                           | 0 – 3                                      | Kwalificatie EK 2024                       | -                                          |
| 3.                                         | 15 november 2023                           | België - Servië                            | 1 – 0                                      | Vriendschappelijk                          | -                                          |
| 4.                                         | 19 november 2023                           | België – Azerbeidzjan                      | 5 – 0                                      | Kwalificatie EK 2024                       | -                                          |
| Als speler bij VfB Stuttgart               |                                            |                                            |                                            |                                            |                                            |
| 5.                                         | 14 november 2024                           | België – Italië                            | 0 – 1                                      | Nations League 2024/25                     | -                                          |
| 6.                                         | 17 november 2024                           | Israël – België                            | 1 – 0                                      | Nations League 2024/25                     | -                                          |
| Totaal                                     | Totaal                                     | Totaal                                     | Totaal                                     | Totaal                                     | 0                                          |

Bijgewerkt t/m 17 november 2024.

## Erelijst
- Winnaar Premiership: Burnley 2022/23

## Trivia
- Al-Dakhil werd op exact dezelfde dag geboren als Olivier Dumont, die eveneens op 23 juli 2021 zijn profdebuut maakte voor Standard Luik.[16]